# Сегодня в нашем городе
«Сегодня в нашем городе» — советский мультипликационный фильм 1989 года. Этот мультфильм — один из ряда наиболее ярких работ «Союзмультфильма» конца 1980-х годов.
Создан по сценарию Эдуарда Успенского по его же стихотворению «Бурёнушка».
В фильме звучит музыка И. Сукачёва в исполнении ансамбля «Бригада С» и музыка С. Анашкина.

## Сюжет
Диктор телевидения объявляет о выставке в городе рогатого скота, на которую на самолётах привезли коров из разных стран мира. Знатоки считают, что корова Жозефина из города Турина получит первый приз. Из колхоза «Путь к урожаю» животновод Иван Васильевич везёт корову Бурёнку. В финал выходят Жозефина и Бурёнка. Судьи удивились и приняли решение: обеих подоить! Бурёнка победила: она опередила корову Жозефину на целых двести грамм! Ивану Васильевичу и Бурёнке вручили золотую медаль, вазу с надписью «Да здравствует прогресс!», воз клевера медового из урожая нового, огромный телевизор и материи отрез. И они поехали обратно в свой колхоз.

## Создатели
| автор сценария             | Эдуард Успенский |
| режиссёр                   | Елена Фёдорова |
| художник-постановщик       | Леонид Пожидаев |
| кинооператор               | Наталия Михайлова |
| звукооператор              | Борис Фильчиков |
| художники-мультипликаторы: | Эльвира Маслова, Александр Панов, Галина Зеброва, Владимир Вышегородцев, Александр Маркелов, А. Андреев, Александр Мазаев, Иосиф Куроян, Владимир Шевченко, Андрей Смирнов |
| художники:                 | Анна Атаманова, Николай Митрохин, Н. Гормаш, Зинаида Зарб, А. Карасева, Елена Гололобова, Любовь Горелова, Елена Гагарина, И. Еремеев                                      |
| ассистент режиссёра        | Елена Черёмушкина |
| монтажёр                   | Галина Смирнова |
| текст читает               | Александр Филиппенко |
| редактор                   | Елена Михайлова |
| директор съёмочной группы  | Любовь Бутырина |